# ヤシュワントラーオ・チャバン
ヤシュワントラーオ・チャバン(1913年3月12日 - 1984年11月25日）はインドの政治家で1979年7月28日から1980年1月14日まで第5代インド副首相を務めた。

## 出生
チャバンは1913年3月12日、インドのマハーラーシュトラ州で出生。

## 政治家として
チャバンは1979年7月28日から1980年1月14日まで第5代インド副首相を務めた。

## 死去
チャバンは1984年11月25日にインドのニューデリーで71歳で死去。